# NGC 4919
NGC 4919 est une galaxie lenticulaire située dans la constellation de la Chevelure de Bérénice. Sa vitesse par rapport au fond diffus cosmologique est de 7 567 ± 19 km/s, ce qui correspond à une distance de Hubble de 111,6 ± 7,8 Mpc (∼364 millions d'al). NGC 4919 a été découverte par l'astronome prussien Heinrich Louis d'Arrest en 1864.

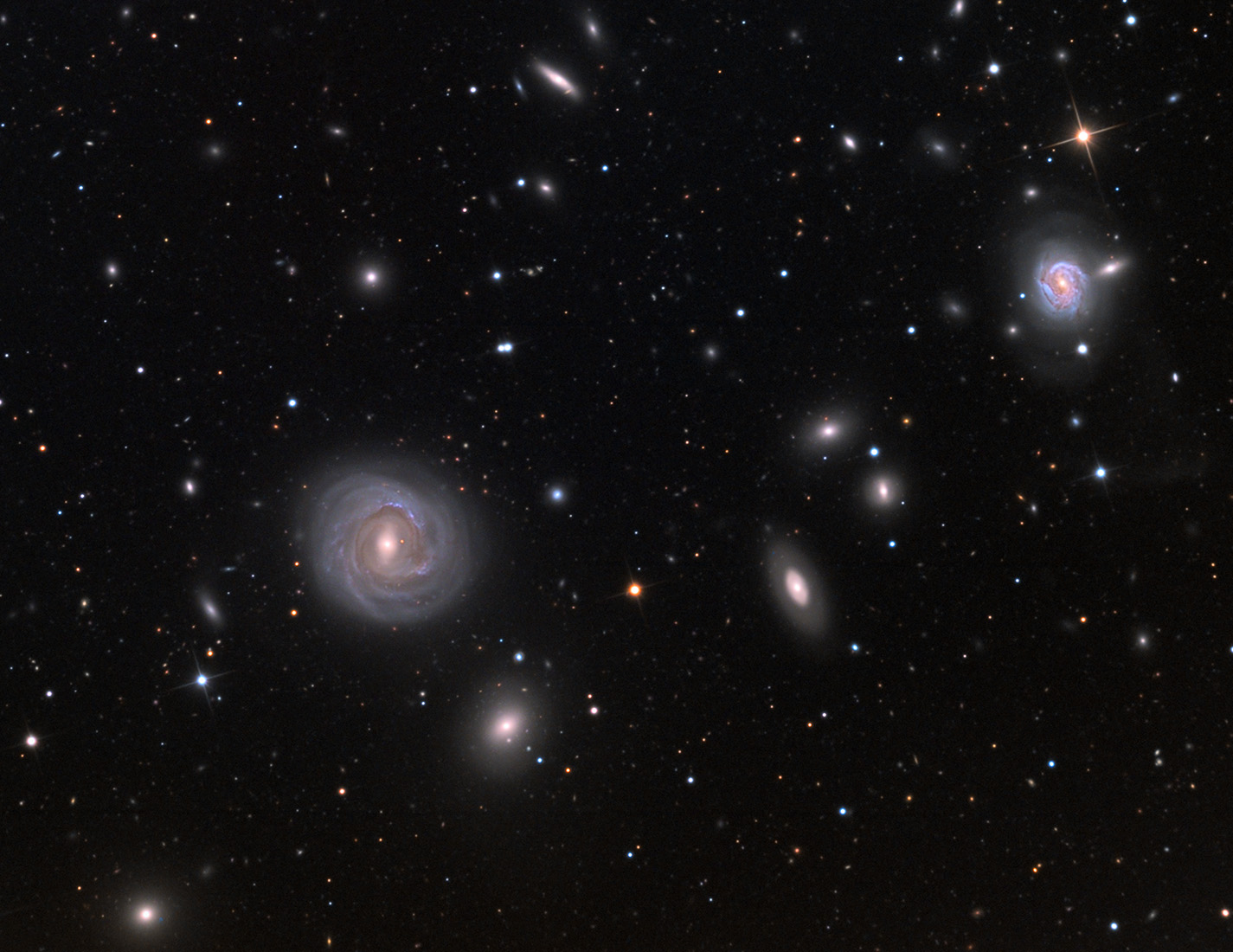
Sur cette image réalisée par Adam Block de l'Observatoire du mont Lemmon (Université de l'Arizona), la galaxie NGC 4919 est presque au centre. La plus grosse galaxie spirale est NGC 4921.

À ce jour, une mesure non basée sur le décalage vers le rouge (redshift) donne une distance d'environ 82,400 Mpc (∼269 millions d'al). Cette valeur est à l'extérieur des valeurs de la distance de Hubble, mais compatible avec celles-ci. Notons cependant que c'est avec la valeur moyenne des mesures indépendantes, lorsqu'elles existent, que la base de données NASA/IPAC calcule le diamètre d'une galaxie et qu'en conséquence le diamètre de NGC 4919 pourrait être d'environ 41,6 kpc (∼136 000 al) si on utilisait la distance de Hubble pour le calculer.
La désignation DRCG 27-79 est utilisée par Wolfgang Steinicke pour indiquer que cette galaxie figure au catalogue des amas galactiques d'Alan Dressler. Les nombres 27 et 79 indiquent respectivement que c'est le 27e amas de la liste, soit Abell 1656 (l'amas de la Chevelure de Bérénice), et la 79e galaxie de cet amas. Cette même galaxie est aussi désignée par ABELL 1656:[D80] 79 par la base de données NASA/IPAC, ce qui est équivalent. Dressler indique que NGC 4919 est une galaxie lenticulaire de type S0.

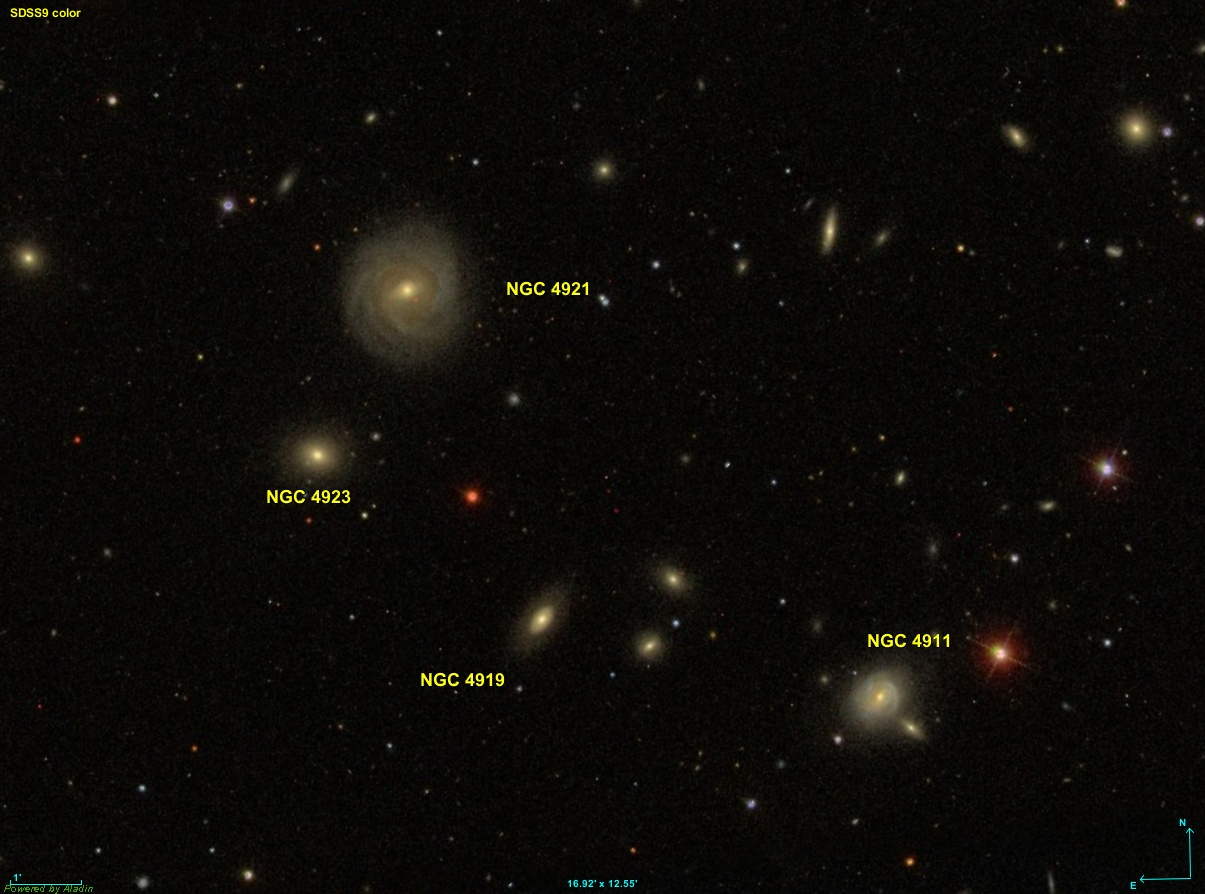
NGC 4911, NGC 4919, NGC 4921 et NGC 4923 font partie de l'amas de la Chevelure de Bérénice

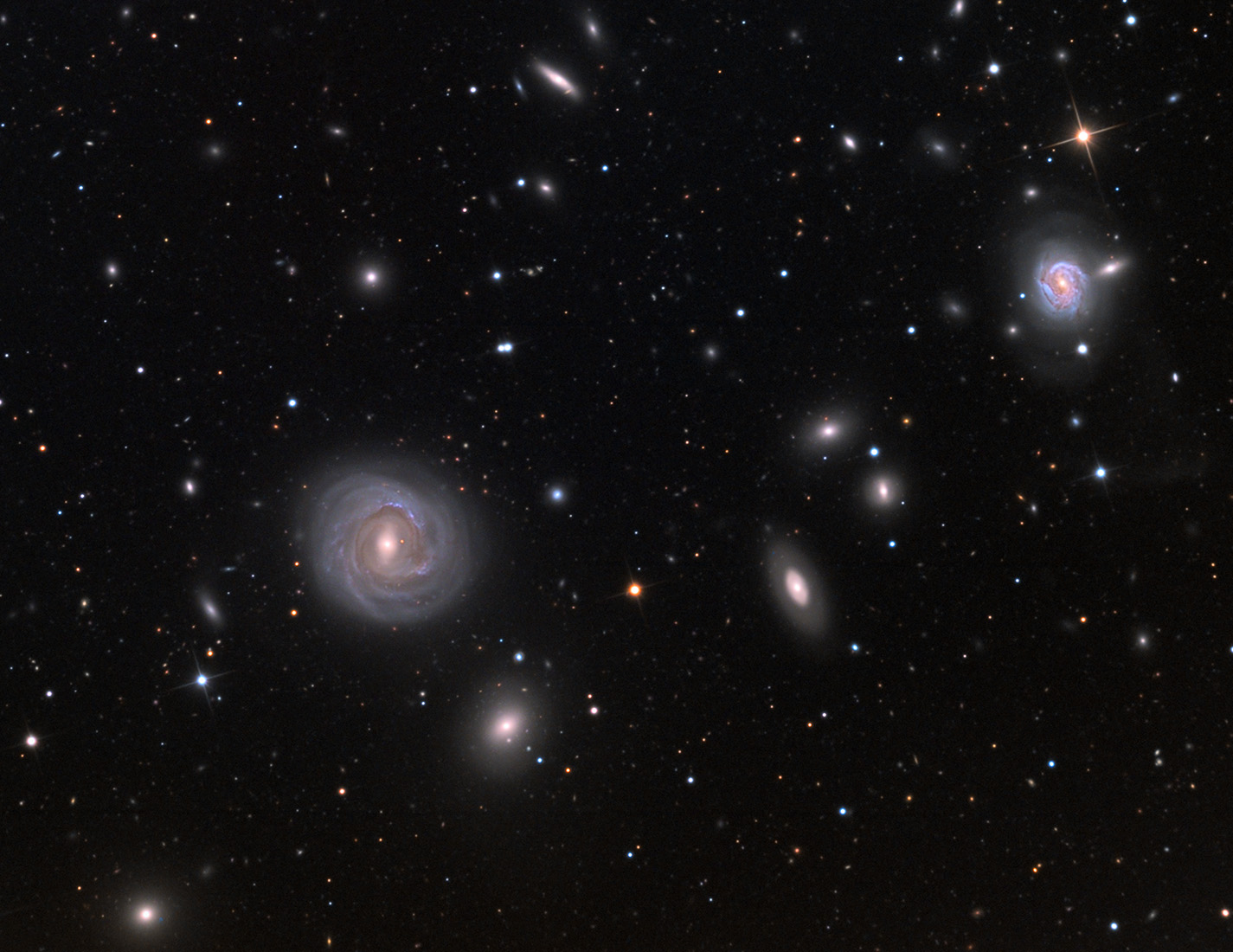
Les quatre mêmes galaxie par le télescope spatial Hubble.